# Kazimierz Sękowski
Kazimierz Sękowski (ur. 1926, zm. 10 stycznia 2025) – polski inżynier, doktor habilitowany, profesor.

## Życiorys
Otrzymał nominację profesorską. Był członkiem rady naukowej w Instytucie Odlewnictwa i kierownikiem jednej pracy naukowej. 

## Odznaczenia
- Krzyż Kawalerski Orderu Odrodzenia Polski[1]
- Złoty Krzyż Zasługi[1]